# Bezzia clavipennis
Bezzia clavipennis är en tvåvingeart som beskrevs av Gustavo R. Spinelli och Wirth 1989. Bezzia clavipennis ingår i släktet Bezzia och familjen svidknott. Inga underarter finns listade i Catalogue of Life.